# Пискорский, Константин Владимирович
Константин Владимирович Пискорский (1892—1922) — художник-авангардист, график, сын Владимира Пискорского. 
Родился в Киеве, получил юридическое образование в Казанском и Киевском университетах. Работал в банке, служил в армии, работал учителем в сельской школе. 
В 1919 году поступил в Академию художеств, в мастерскую  Георгия Нарбута. Умер от тифа в 1922 году.
Работал с акварелью, бронзой и серебром в стиле сецессии, футуризма и абстракции. 
«Пискорский, наверное, из тех людей, которые сами притягивают свою судьбу, и вообще трудно представить его живым и активным в расцвете советского времени». (Джон Боулт).